# باجان مين

باجان من على صورة الغلاف للعبة فار كراي 4

باجان مين (Pagan Min) هو أحد الشخصيات في لعبة الصرخة البعيدة 4 حيث يكون ملك كيرات الدولة التي تدور أحداث القصة فيها.

## الرواية
قصّة Far Cry 4 ليست معقّدة أو مليئة بالألغاز وإنّما هي أبسط مما يتصور اللاعب الذي سوف يتقمص شخصية آجاى غالى Ajay Ghale العائد إلى مسقط رأسه بعد أن كان يعيش في الخارج برفقة أمّه وبداخله مشاعر الحزن فلقد عاد إلى وطنه ليحقق أمنية أمّه الواحدة بعد أن ماتت التي تتمثل في نثر رمادها في موطنها.
كانت عودته لهذا الغرض ولكن بمجرّد وصوله تنقلب وتتسارع الأحداث سوف يجد أنّ الدولة دخلت في حرب أهلية ويجد نفسه دون سابق إنذار في مقاومة ضد النظام الاستبدادي للملك الذي نصب نفسه بنفسه رئيس للدولة ويدعى باجان مين الذي سيكون على اللاعب مقاومته هو ونظامه من خلال استعانته بمجموعة من المقاومين تدى المسار الذهبي Golden Path التي سوف تدعمه معنوياً وبالتسلح إلخ …. لتبدأ مجريات القصّة التقليدية من هذه النقطة وسيمر اللاعب بعدة المواقف والقليل من اللحظات المثيرة والحماسية التي لا تنسى مع التعرف على شخصيات جديدة تدريجاً لكن العبة سوف تركز على 6 شخصيات رئسية تقريباً.